# Gândul
Gândul (Il pensiero) è un quotidiano romeno. Fu fondato il 4 maggio 2005 da un gruppo di ex-editori del quotidiano Adevărul, che si dimisero in blocco dall'ex giornale "Scînteia" (Scintilla), che cambiò dopo il 1989 il nome in "Adevărul". Il nome scelto inizialmente dalla redazione fu "Prezent", ma durò solo pochi giorni perché l'ufficio dei marchi e brevetti scoprì che già esisteva un gruppo con lo stesso nome. Dopo diverse proposte fu scelto il nome "Gândul Românesc", in seguito semplicemente Gândul.

## Curiosità
Simbolo del giornale è la statuetta del "Pensatore di Hamangia", una statuetta preistorica ritrovata nei pressi di Cernavodă (Costanza).